# Again (Lenny Kravitz)
Again is een nummer van de Amerikaanse rockzanger Lenny Kravitz uit 2000. Het verscheen als nieuw nummer op zijn verzamelalbum Greatest Hits, en is de enige single van dat album.
"Again" werd een grote hit in Kravitz' thuisland de Verenigde Staten. Ook in Europa en Oceanië werd het nummer een hit. In de Amerikaanse Billboard Hot 100 haalde het de 4e positie. In de Nederlandse Top 40 haalde het nummer een bescheiden 25e notering, en in de Vlaamse Ultratop 50 haalde het de 39e positie.